# Eusomus
Eusomus är ett släkte av skalbaggar som beskrevs av Ernst Friedrich Germar 1824. Eusomus ingår i familjen vivlar.

## Dottertaxa tillEusomus, i alfabetisk ordning[1][2]
- Eusomus acuminatus
- Eusomus aequalis
- Eusomus affinis
- Eusomus angusticollis
- Eusomus angustus
- Eusomus armeniacus
- Eusomus barbatulus
- Eusomus beckeri
- Eusomus chloris
- Eusomus chrysomela
- Eusomus cineraceus
- Eusomus convexior
- Eusomus dorsalis
- Eusomus elongatus
- Eusomus freyi
- Eusomus furcillatus
- Eusomus grisescens
- Eusomus griseus
- Eusomus impressidorsum
- Eusomus insquamosus
- Eusomus konigi
- Eusomus maroccanus
- Eusomus martini
- Eusomus martinii
- Eusomus mirabilis
- Eusomus mucronatus
- Eusomus obovatus
- Eusomus oligops
- Eusomus ovulum
- Eusomus persicus
- Eusomus pilifer
- Eusomus piliferus
- Eusomus pilosus
- Eusomus planidorsum
- Eusomus pulcher
- Eusomus richteri
- Eusomus rosti
- Eusomus salsicola
- Eusomus sandneri
- Eusomus scitulus
- Eusomus semidesertus
- Eusomus setosulus
- Eusomus smaragdinus
- Eusomus sphaeropterus
- Eusomus stierlini
- Eusomus taeniatus
- Eusomus tibialis
- Eusomus unicolor
- Eusomus uralensis
- Eusomus virens
- Eusomus viridilimbatus
- Eusomus volxemi